# コーレーガーオン
コーレーガーオン（マラーティー語：कोरेगांव, 英語：Koregaon）は、インドのマハーラーシュトラ州、サーターラー県の都市。

## 歴史
1818年1月1日、マラーター王国の宰相バージー・ラーオ2世の大軍が少数のイギリス軍と衝突した。このコーレーガーオンの戦いではマラーター王国が大敗し、第三次マラーター戦争に大きく影響した。

## 人口
2011年の統計では23,539 人。

## 地理
- サーターラーから西へ18キロ